# ラゴス・レール・マス・トランジット
ラゴス・レール・マス・トランジット（英語: The Lagos Rail Mass Transit、LRMT）は、ナイジェリア・ラゴス州の都市高速鉄道。発展著しいラゴス州の公共交通機関として整備が進んでおり、2023年以降順次路線が開通している。2024年現在、ラゴス州が所有するラゴス都市圏交通局（Lagos Metropolitan Area Transport Authority、LAMATA）による運営が行われている。

## 概要
ナイジェリア最大の都市であるラゴスを含むラゴス州は、世界で最も急速に経済発展や人口増加が進む地域の1つとして知られているが、それに伴う道路の渋滞や水上交通の慢性的な混雑が大きな課題になっている。そこで、将来的な公共交通の輸送需要に関する調査・研究・分析によって纏められた30年計画である戦略的輸送マスタープラン（Strategic Transport Master Plan、STMP）に基づき、ラゴスを中心に通勤需要の高い経路を結ぶ鉄道路線として整備が行われるのが、ラゴス・レール・マス・トランジットである。
最初に建設が始まったのはブルーラインで、中国の中国土木工程集団有限公司によって2009年から2期に分ける形で工事が進められた。当初の予定では2011年から営業運転を開始する予定であったが、プロジェクトの資金不足を始めとした要因から、最初の区間（第1フェーズ）となる全長13 kmの路線が開通したのは大幅に遅れた2023年9月24日となった。それ以降も「第2フェーズ」と位置付けられた延伸区間の工事が進んでおり、将来的には全長27 kmの路線が作られる事になっている。
一方、2018年からはブルーラインと接続しラゴス州の北部やムルタラ・モハンマド国際空港を結ぶレッドラインの建設プロジェクトが始動し、こちらも2021年以降中国土木工程集団有限公司による建設が進められている。また、路線の大半はラゴス-カノ標準軌鉄道と共有しており、同区間の効率的な運用が見込まれている。最初の区間（第1フェーズ）であるこの共有区間が営業運転を開始したのは2024年2月29日で、以降は新規区間の延伸（第2フェーズ）や国際空港への支線の建設が進められている。
これら以外にもラゴス・レール・マス・トランジットでは複数の路線の計画が進められており、既に開通しているブルーラインやレッドラインと共に、都市間の移動時間の大幅な短縮が図られる。

## 路線

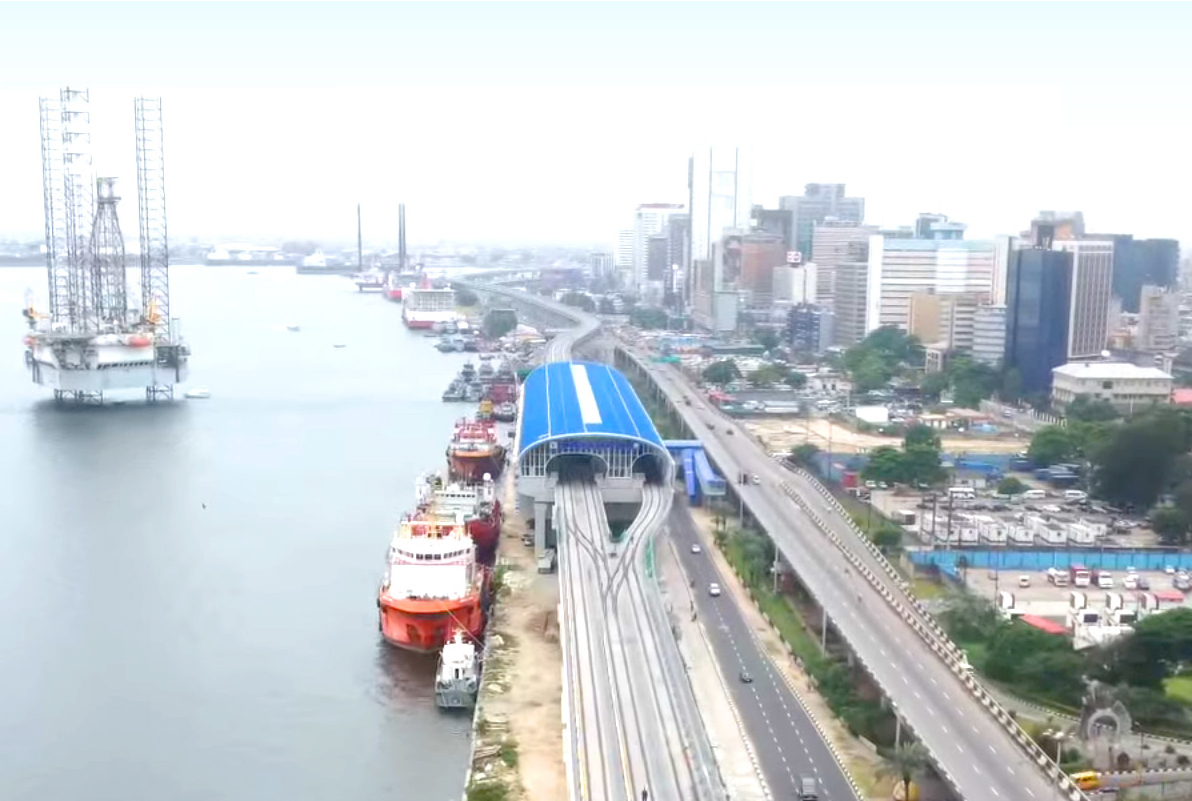
Marina駅（2023年撮影）

2024年現在、ラゴス・レール・マス・トランジットは、既に一部区間が開通しているブルーラインやレッドラインを含め、以下の路線の建設が計画されている。
| 路線           | 起点                        | 終点                                    | 開通   | 備考                                          |
| -------------- | --------------------------- | --------------------------------------- | ------ | --------------------------------------------- |
| ブルーライン   | Okokomaiko                  | Marina                                  | 2023年 | [ 3 ]                                         |
| レッドライン   | Agbado                      | Marina                                  | 2024年 | 路線の大半はラゴス-カノ標準軌鉄道と線路を共有 |
| レッドライン   | Ikeja                       | Muritala Mohammed International Airport | ？     | ムルタラ・モハンマド国際空港方面への支線      |
| グリーンライン | Lekki International Airport | Marina                                  | ？     |                                               |
| イエローライン | Otta                        | National Theatre                        | ？     |                                               |
| パープルライン | Redemption                  | Ojo                                     | ？     |                                               |
| オレンジライン | Ikeja                       | Agbowa                                  | ？     |                                               |

## 車両

### ブルーライン
直流750 V・第三軌条方式による電化が行われているブルーラインで使用されるのは、中国中車大連機車車輛有限公司が生産した電車である。天津地下鉄2号線で用いられている電車を基に設計が行われており、編成は4両（2M2T）、最高速度は100 km/hである。車両自体は2016年の時点で既に製造・納入が行われていたが、前述したプロジェクト自体の遅れに加えて線路に電力を供給するシステムが構築されていなかった事から運行が開始できず、2023年9月の開通以降も電化が完成するまでの1ヶ月間はディーゼル機関車による牽引が実施された。

### レッドライン
2024年のレッドラインの開通以降使用されている旅客車両は、アメリカ合衆国から譲渡されたタルゴ8と呼ばれる14両編成・2本の客車である。元は2009年にウィスコンシン州がスペインのタルゴ社へ発注し、アムトラックが運営するハイアワッサ・サービスでの使用を予定していたものの、実現せず長期間にわたって保管されていた経緯を持つ。開通以降はナショナル・レールウェイ・エクリップメント製のディーゼル機関車による牽引・推進運転が行われている。
また、開通に先立つ2023年には、イギリスで使用されていた動力集中方式の列車であるHSTのうち一部編成の譲渡も実施されており、翌2024年から営業運転に用いられている。